# Guillaume Borwin
Pas d'image ? Cliquez ici

a Compétitions nationales et continentales officielles uniquement.

Dernière mise à jour le 3 septembre 2015.
Guillaume Borwin, né le 11 novembre 1986, est un joueur de rugby à XV français qui évolue au poste de troisième ligne aile.

## Biographie
- 2006-2007 : Stade français Paris (Top 14)
- 2007-2014 : RC Narbonne (Pro D2)
- Depuis 2014 : Aviron gruissanais[2] (Fédérale 3)